# Peca
Una peca, también llamada efélide (del griego ephēlid- "grano, peca"), es una mancha pequeña de color marrón claro de melanina que aparece sobre la piel expuesta al sol, a la que oscurece, al contrario de lo que ocurre con el lentigo simple. Generalmente se usa en plural "efélides". El término coloquial es "pecas".

## Etiología
La predisposición a tener pecas es genética, y está relacionada con la presencia de la variante del gen receptor del melanocortin-1 MC1R. La aparición de pecas está causada por el mismo proceso que el sol produce en el bronceado, aunque la distribución de la melanina no es la misma. La mayor parte de las personas que tiene pecas son de piel blanca y cabello claro, especialmente aquellas que nacieron pelirrojas.

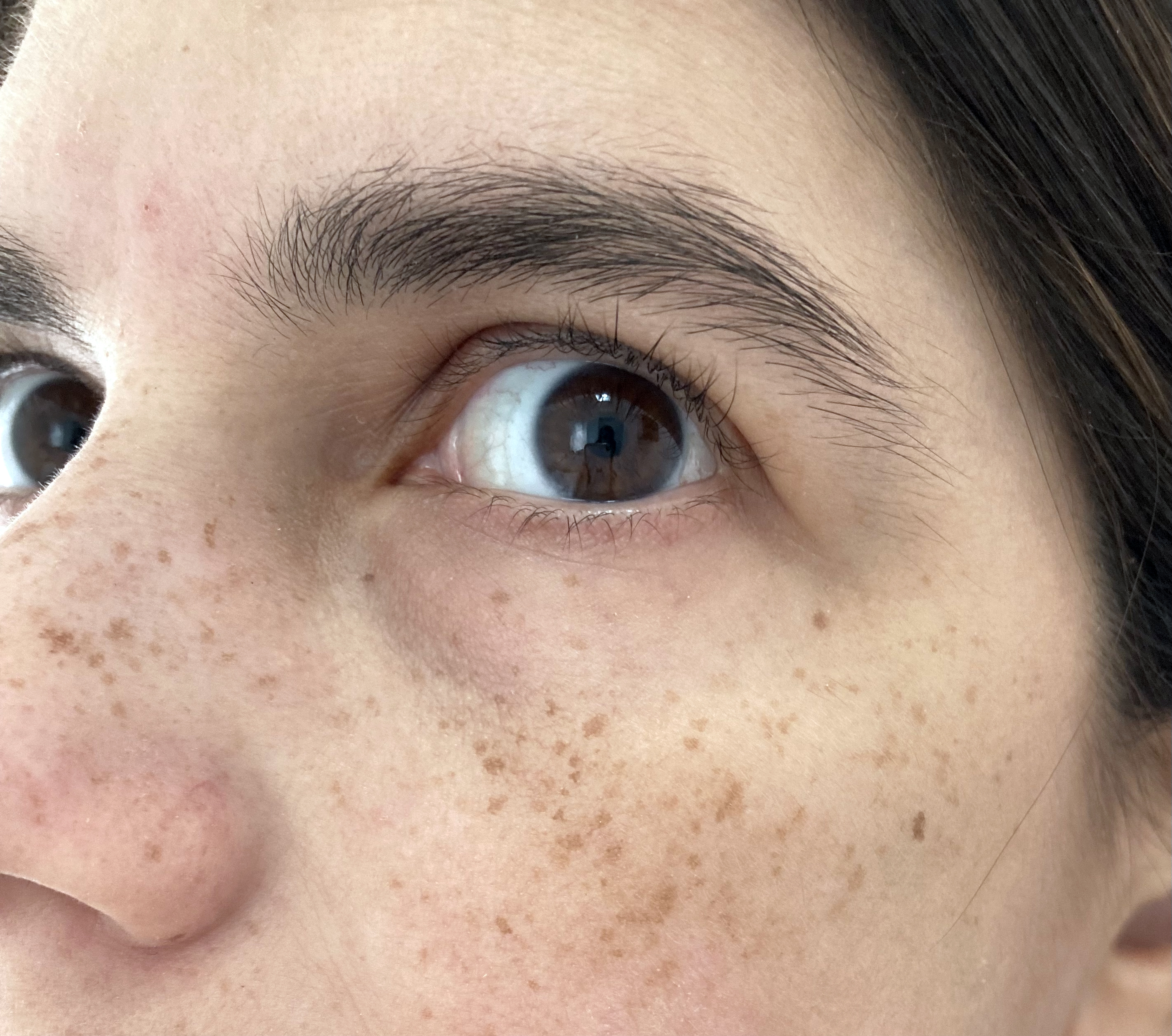
Pecas en rostro femenino después del verano.

## Fisiopatología
Son difíciles de distinguir clínicamente de los lentigos simples y de los lentigos solares. En el examen histológico se observa una hiperpigmentación de la capa basal epidérmica sin aumento de melanocitos.

## Cuadro clínico
Las pecas se encuentran de manera predominante en la cara, aunque pueden aparecer en cualquier parte de la piel expuesta al sol como en los hombros, brazos, espalda y el pecho. Las pecas son raras en los bebés y más comunes en los niños entre 5 y 15 años, e incluso hasta los 20. Son menos frecuentes en adultos.

## Prevención
Con la exposición al sol, las pecas volverán a aparecer si se han alterado con cremas o con láseres, sin embargo, tienden a desaparecer con el paso del tiempo. Las pecas no son un desorden en la piel. Las personas con predisposición a las pecas pueden ser especialmente susceptibles a las quemaduras solares y al cáncer de piel, y por lo tanto deben tomar medidas especiales para protegerse del sol.